# Comuna Săcuieu, Cluj
Săcuieu (în maghiară Székelyjó, în germană Zekeldorf) este o comună în județul Cluj, Transilvania, România, formată din satele Rogojel, Săcuieu (reședința) și Vișagu.

## Date geografice
Comuna Săcuieu este situată în partea de vest a județului Cluj, în masivul Vlădeasa, care face parte din teritoriul Parcului Natural Munții Apuseni.
Zona agromontană Săcuieu-Vlădeasa se află la 76 km vest de Cluj-Napoca, 22 km de Huedin și la 10 km de calea ferată, respectiv șoseaua internațională E60.
Comuna Săcuieu este situată la o altitudine medie de 700 m.
Cea mai ridicată temperatură a fost de 32,4 °C, iar cea mai scăzută de –22,9 °C. Aceste date au fost înregistrate la punctul de 1838 m altitudine unde este instalată stația meteorologică, construită în 1962.

## Demografie
Componența etnică a comunei Săcuieu
     Români (72,1%)
     Romi (21,48%)
     Alte etnii (0,66%)
     Necunoscută (5,77%)
Componența confesională a comunei Săcuieu
     Ortodocși (90,36%)
     Penticostali (2,48%)
     Alte religii (1,39%)
     Necunoscută (5,77%)
Conform recensământului efectuat în 2021, populația comunei Săcuieu se ridică la 1.369 de locuitori, în scădere față de recensământul anterior din 2011, când fuseseră înregistrați 1.466 de locuitori. Majoritatea locuitorilor sunt români (72,1%), cu o minoritate de romi (21,48%), iar pentru 5,77% nu se cunoaște apartenența etnică. Din punct de vedere confesional, majoritatea locuitorilor sunt ortodocși (90,36%), cu o minoritate de penticostali (2,48%), iar pentru 5,77% nu se cunoaște apartenența confesională.

## Politică și administrație
Comuna Săcuieu este administrată de un primar și un consiliu local compus din 9 consilieri. Primarul, Gheorghe Cuc[*], de la Partidul Național Liberal, este în funcție din 2012. Începând cu alegerile locale din 2024, consiliul local are următoarea componență pe partide politice:
|  | Partid                          | Consilieri | Componența Consiliului | Componența Consiliului | Componența Consiliului | Componența Consiliului | Componența Consiliului |
|  | ------------------------------- | ---------- | ---------------------- | ---------------------- | ---------------------- | ---------------------- | ---------------------- |
|  | Partidul Național Liberal       | 5          |                        |                        |                        |                        |                        |
|  | Alianța pentru Unirea Românilor | 3          |                        |                        |                        |                        |                        |
|  | Partidul Social Democrat        | 1          |                        |                        |                        |                        |                        |

## Obiective turistice
- Piatra Bănișorului (zonă peisagistică protejată).

## Galerie de imagini

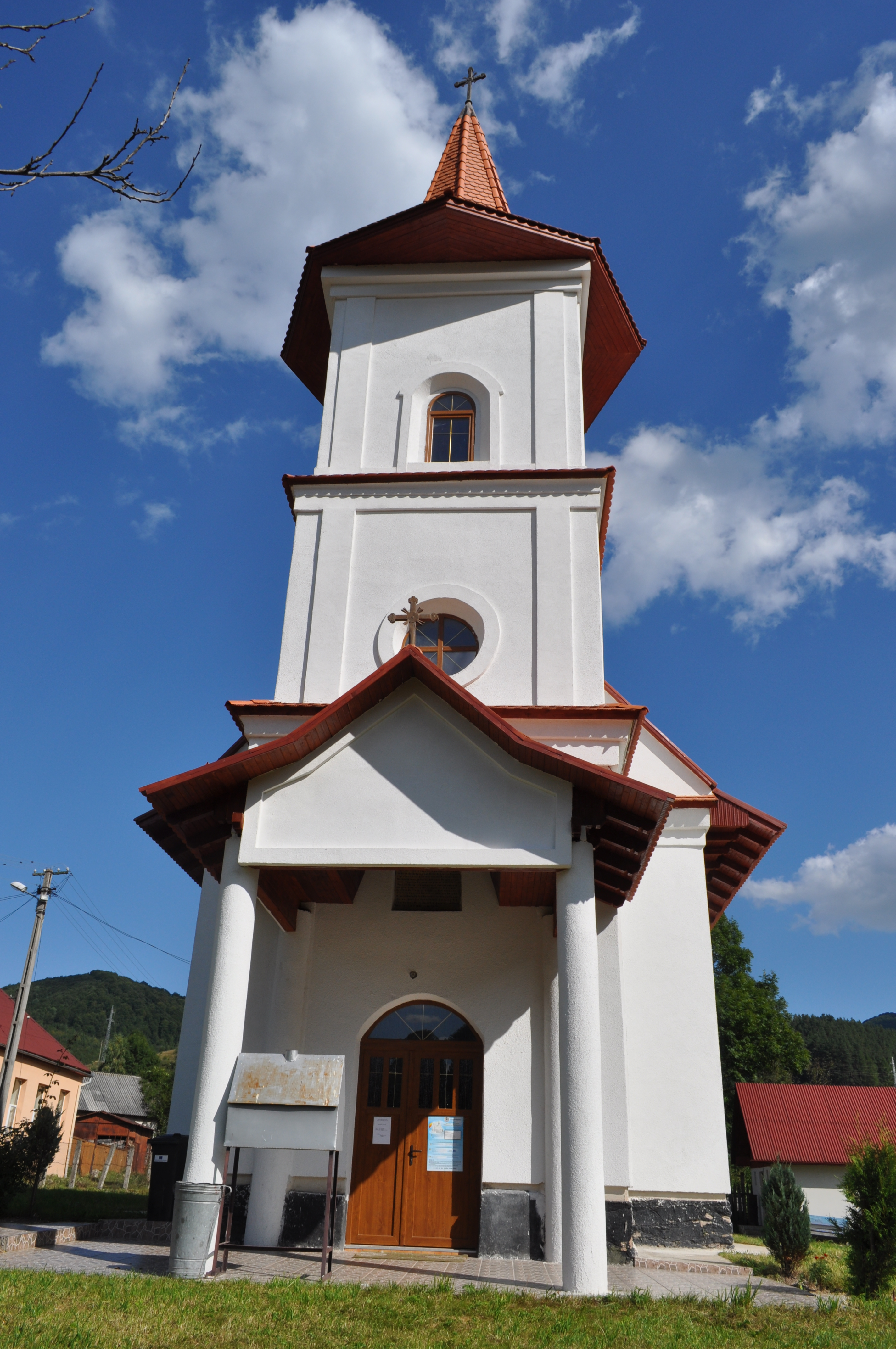
Biserica ortodoxă
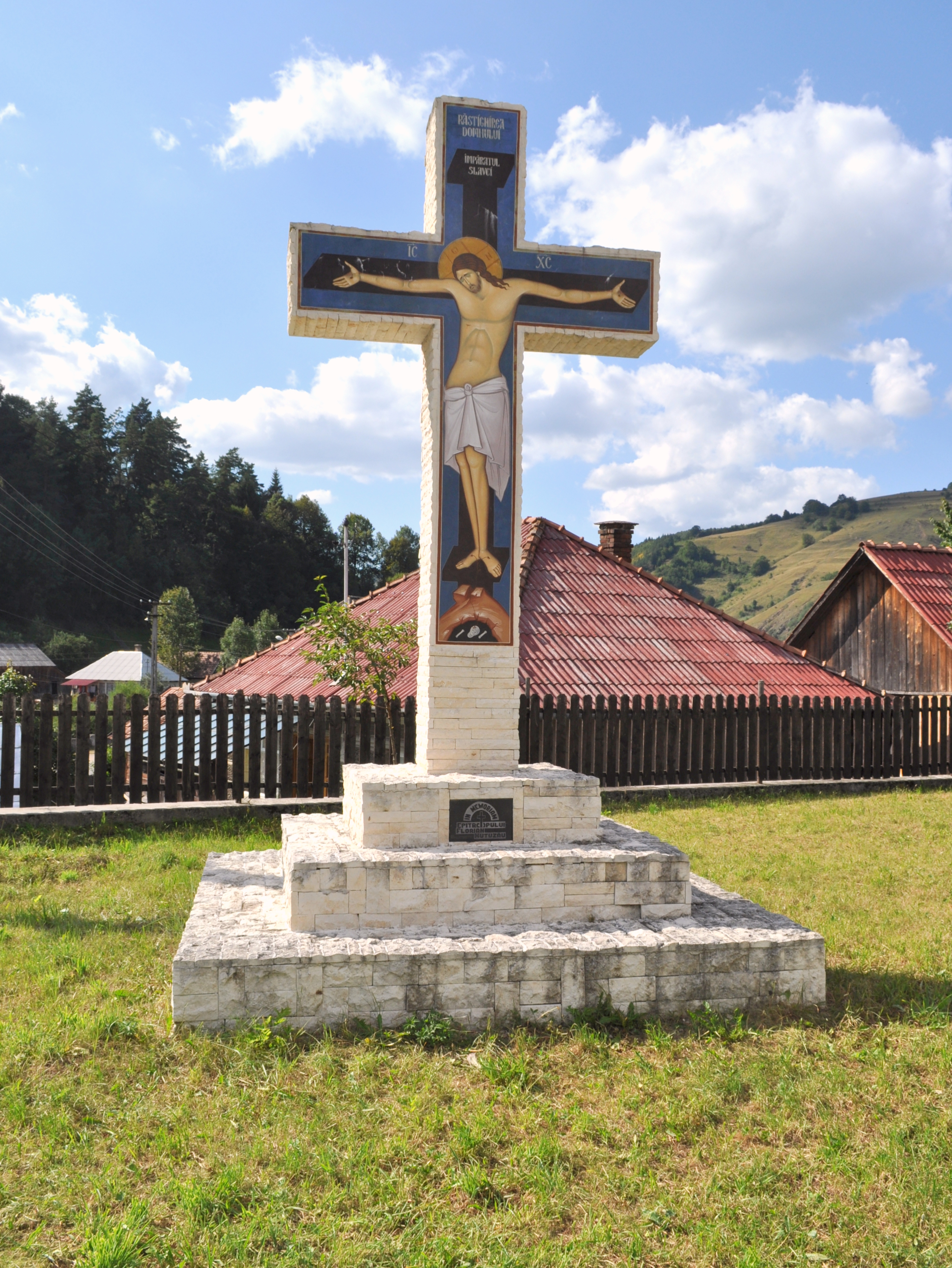
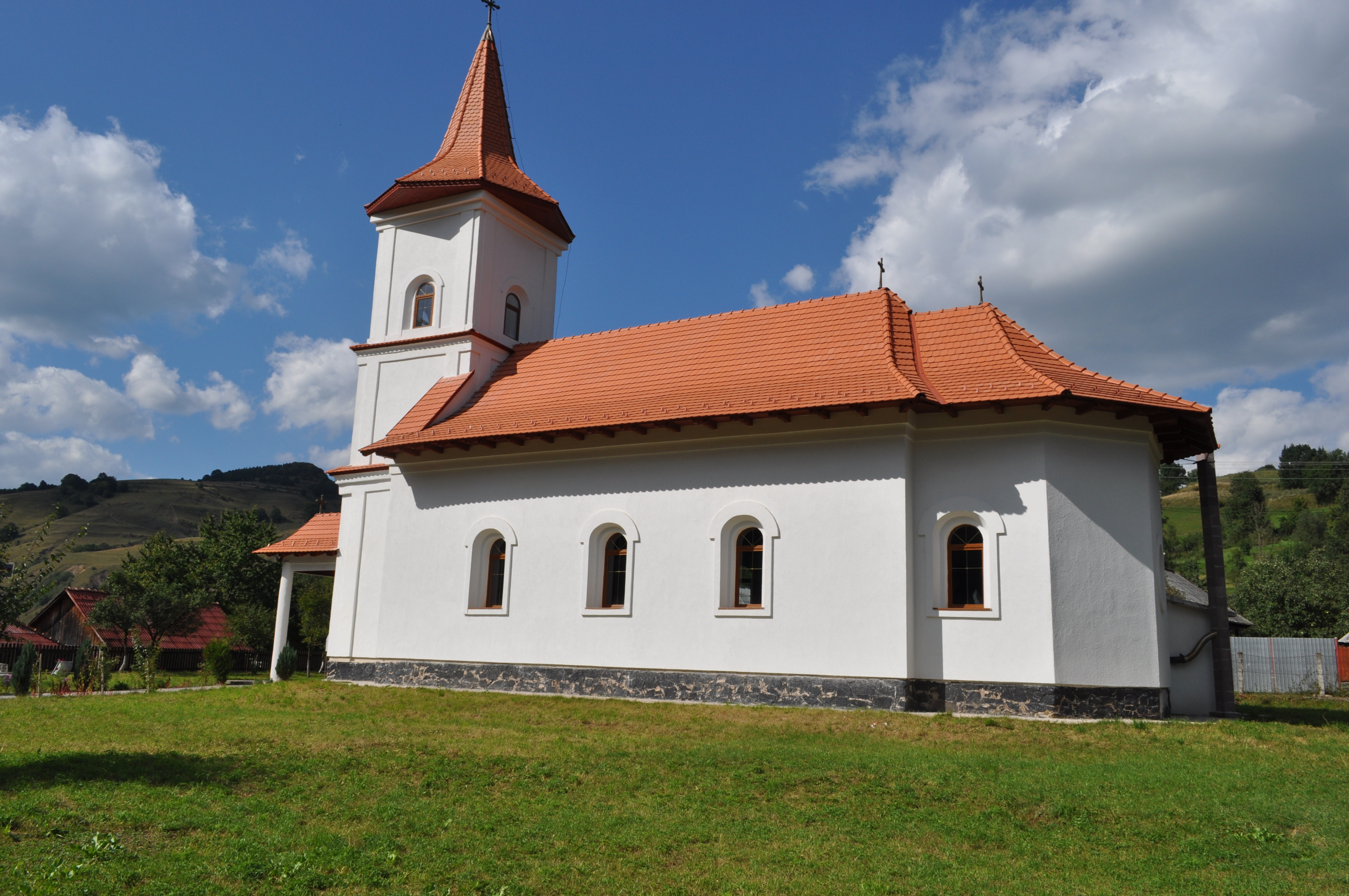
Biserica ortodoxă
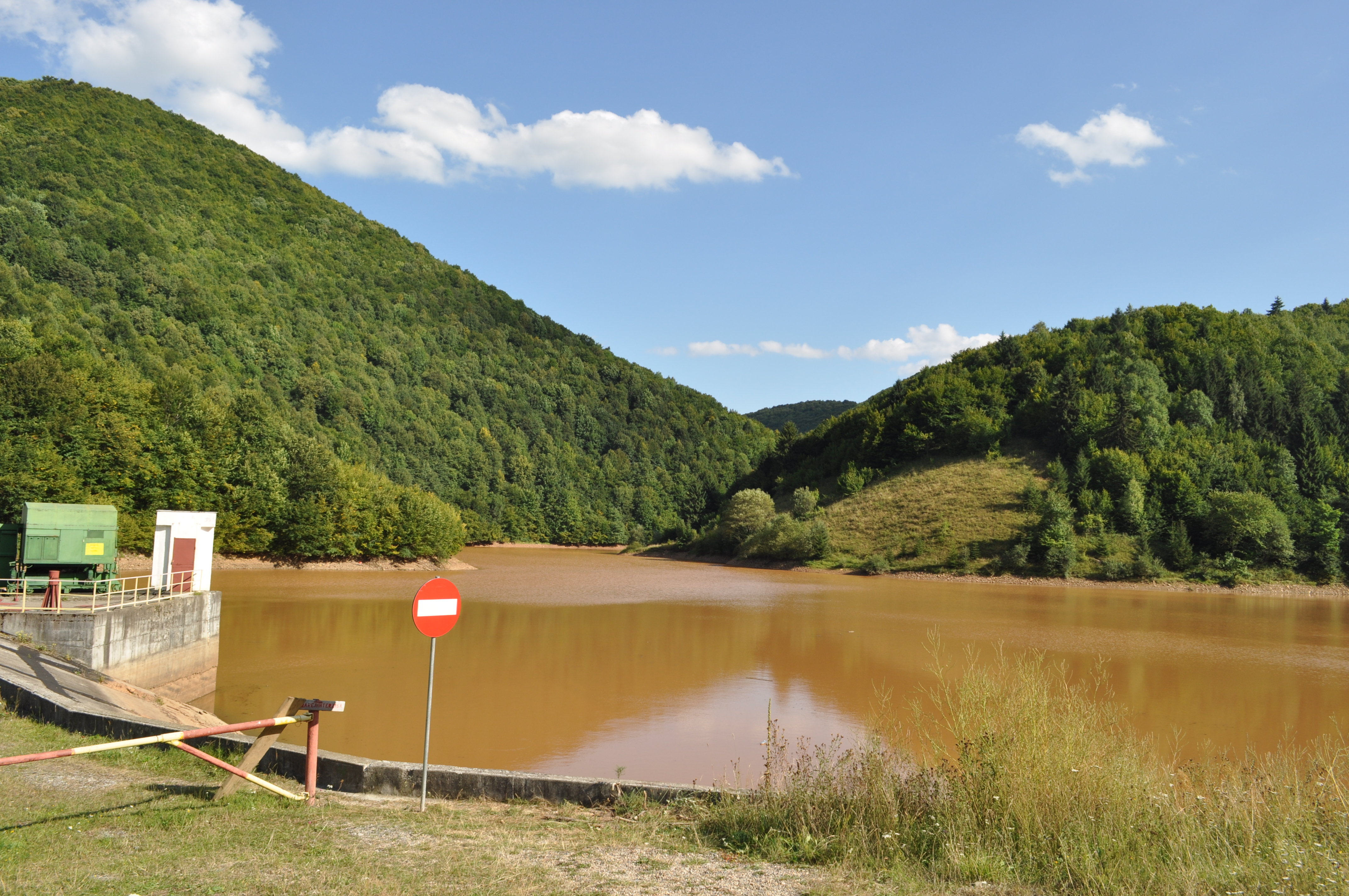
Acumularea Răcad (Apele sunt pompate prin galerii, săpate în muntele Vlădeasa, în lacul de acumulare de la Floroiu şi de acolo, tot prin munte, la uzina electrică de la Remeţi)
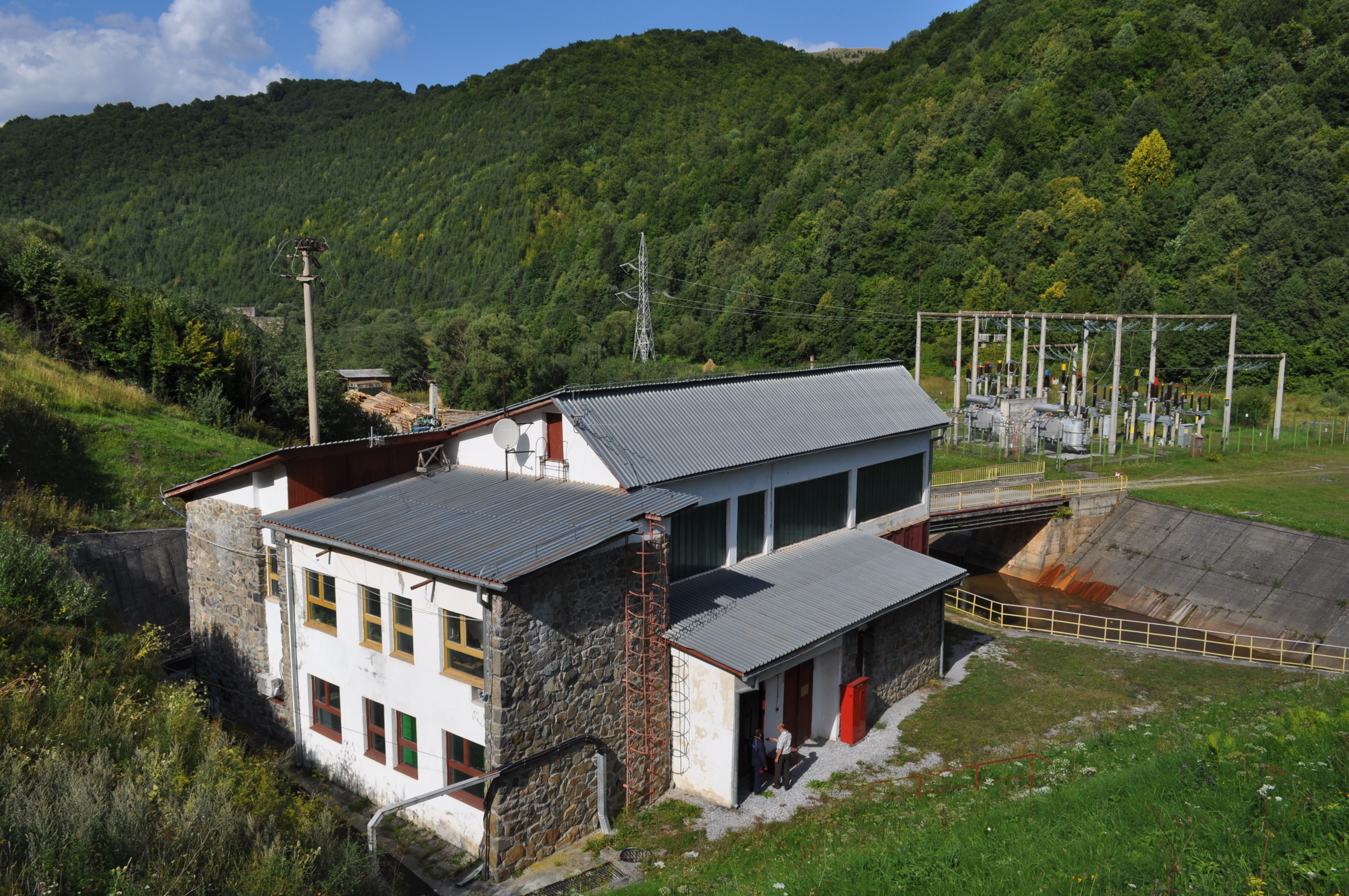
Stația de pompare Săcuieu-Drăgan